# 罗斯拉夫卡河
罗斯拉夫卡河（俄语：Река Рославка），前称朝山沟子河（俄语：Река Чао-Шангоуза），是滨海边疆区雅科夫列夫卡區的河流，源起左罗斯拉夫卡河和右罗斯拉夫卡河交汇处，长35公里，流域面积255平方公里，在距河口58公里处注入阿尔谢尼耶夫卡河。宽5至10米，深0.3至1.2米，流经罗斯拉夫卡村。河床蜿蜒曲折，夏季多洪水。

## 引用
1. ↑  . сайте «Примпогода».   [2023-10-06]. （原始内容存档于2023-06-04）.
2. ↑  А·П·穆拉诺夫. . 列宁格勒: 气象出版社. 1966 （俄语）.
3. ↑  . 列宁格勒: 气象出版社 （俄语）.
4. ↑  Т·А·基谢尔科瓦娅. . 列宁格勒: 气象出版社. 1977 （俄语）.